# Grotta di Chinguaro

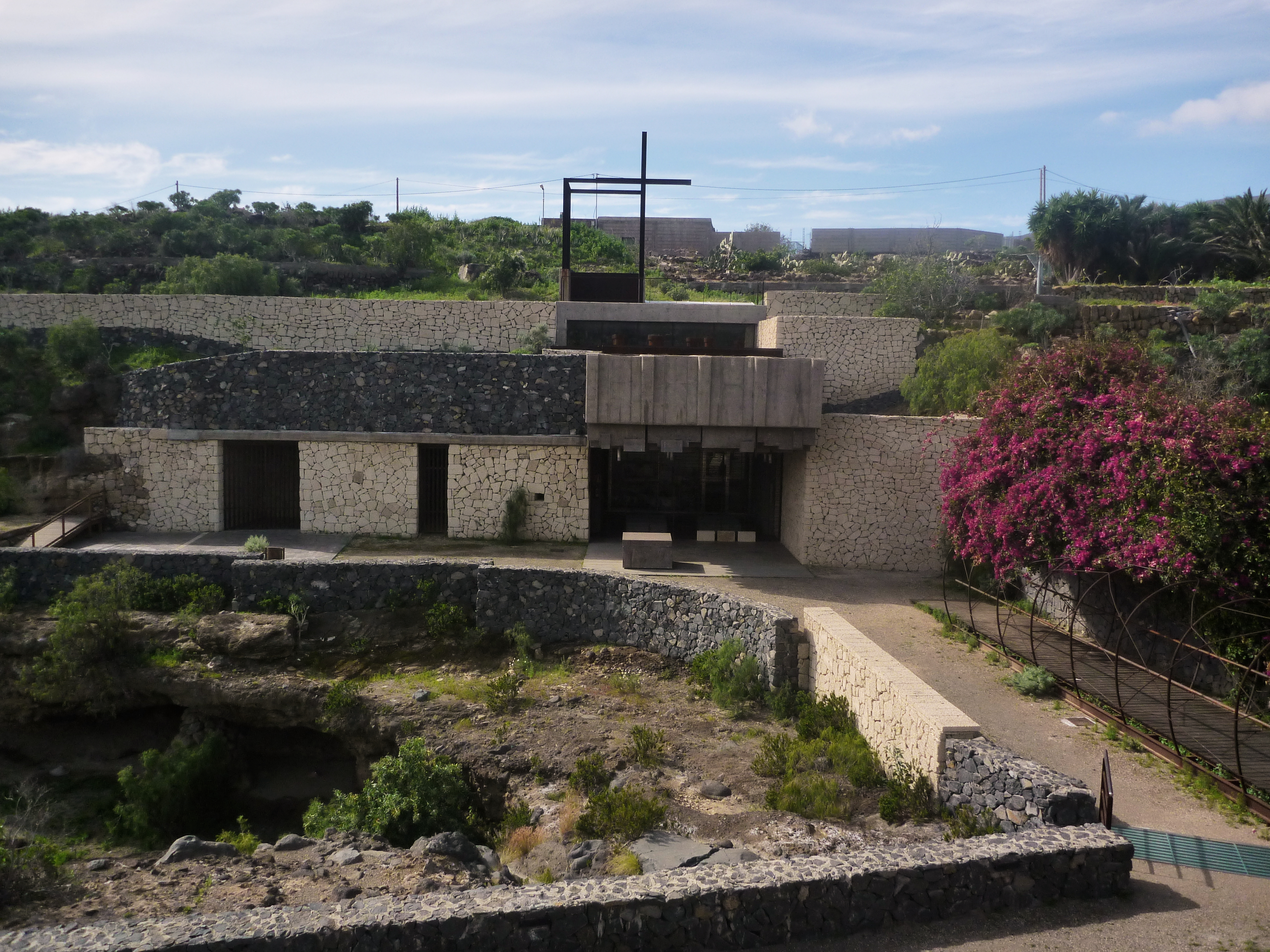
Grotta del Chinguaro.

La grotta del Chinguaro è una grotta situata nel comune di Güímar a Tenerife (Isole Canarie, Spagna). Secondo gli storici, era il palazzo troglodita rupestre del re Mencey Acaimo (re Guanci di menceyato di Güímar).

## Descrizione
In questa grotta i Guanci veneravano la Vergine della Candelaria (patrona delle Isole Canarie) come la dea Chaxiraxi della loro fede tradizionale. Questa divinità fu venerata nelle Isole Canarie fino alla conquista castigliana dell'arcipelago. L'icona fu successivamente identificata con la Vergine Maria e trasferita dagli stessi Guanci nella grotta di Achbinico a Candelaria. Attualmente è un santuario dedicato alla Vergine del Chinguaro (variante della Vergine della Candelaria), il primo santuario indigeno guanche che contiene un idolo cristiano nelle Isole Canarie. Tuttavia, i Guanci dell'epoca aderivano ancora generalmente alla loro religione tradizionale.
La grotta è anche un luogo di grande importanza archeologica.